# 核糖醇
核糖醇（Ribitol）是一种从核糖还原得到的晶状戊糖醇。它是维生素B2和磷壁酸的组成部分之一。也天然存在于春側金盞花中，还有革兰氏阳性细菌的细胞壁（具体地，作为核糖醇磷酸盐，在磷壁酸中）。它还有贡献于核黄素和黄素单核苷酸（FMN）的化学结构，其是存在于乙醇酸氧化酶的核苷酸辅酶。

## 外部連結
- GMD MS Spectrum （页面存档备份，存于）
- Safety MSDS data （页面存档备份，存于）
- Biological Magnetic Resonance Data Bank （页面存档备份，存于）